# Розподілений кеш
Розподілений кеш (англ. Distributed cache) — розширення традиційної концепції кешу. Розподілений кеш може охоплювати множину серверів, таким чином мати більший розмір та ємність. Традиційно використовується для тимчасового зберігання даних з постійного сховища та дані вебсесій. Сама ідея розподіленого кешування стала здійсненною завдяки здешевшанню RAM пам'яті та пришвидшенню мережевого зв'язку.